# Jill Teed
Jill Teed est une actrice canadienne.

## Filmographie

### Cinéma
- 1992 : Impolite de David Hauka : Beth
- 1995 : Duo mortel (Bad Company) de Damian Harris : Jane
- 1995 : Dangerous Indiscretion de Richard Kletter : Webster
- 1996 : Compte à rebours (The Final Cut) de Roger Christian : Daniels
- 1999 : Turbulences 2 (Turbulence 2: Fear of Flying) de David Mackay : Kit
- 2000 : Mission to Mars de Brian De Palma : Renée Coté
- 2001 : Le Masque de l'araignée (Along Came a Spider) de Lee Tamahori : Tracie
- 2003 : X-Men 2 de Bryan Singer : Madeline Drake
- 2004 : Canadian Pie (Going the Distance) de Mark Griffiths : Claire
- 2005 : Une vie inachevée (An Unfinished Life) de Lasse Hallström : la barmaid
- 2006 : Black Christmas de Glen Morgan : la journaliste
- 2009 : American Pie : Les Sex Commandements (American Pie Presents: The Book of Love) de John Putch : Mlle Johnson
- 2010 : Le Secret de Charlie (Charlie St. Cloud) de Burr Steers : Grace Carroll
- 2012 : Target (This Means War) de McG : l'agent de la CIA
- 2014 : Godzilla de Gareth Edwards : l'infirmière en chef
- 2018 : Boundaries de Shana Feste : la principale Mueller
- 2023 : Hoax: The Kidnapping of Sherri Papini de Marta Borowski : Loretta Graeff

### Télévision
- 1992 : Street Justice : Officier Rice (saison 1, épisode 14)
- 1992 - 1993 : Les Trois As (The Hat Squad) : 
  - Connie Halston (saison 1, épisode 5)
  - Karen (saison 1, épisode 11)
- 1993 : X-Files : Aux frontières du réel : Glenna (saison 1, épisode 5)
- 1994 : La Vie à cinq (Party of Five) : Joanna (saison 1, épisode 1)
- 1994 : La Légende d'Hawkeye : Sarah Pritchard (saison 1, épisode 4)
- 1995 : Sliders : Les Mondes parallèles : Serena Braxton <smal>(saison 1, épisode 7)
- 1995 : The Marshal : Marshal Van Horne (saison 2, épisode 2)
- 1995 : Highlander : Kayla Brooks (saison 4, épisode 8)
- 1995 - 1996 : Drôle de chance (Strange Luck) : 
  - La femme mystérieuse (saison 1, épisode 11)
  - September Rehne (saison 1, épisode 16)
- 1997 : Viper : Marshall Trent (saison 2, épisode 19)
- 1998 : Welcome to Paradox : Nora (saison 1, épisode 11)
- 1998 : First Wave : Talia (saison 1, épisode 16)
- 1998 - 2000 : Au-delà du réel : L'aventure continue : 
  - Dr. Carolyn Florey (saison 4, épisode 1)
  - Tory Beth Walters (saison 5, épisode 9)
  - Gwen Hutchinson (saison 6, épisode 14)
- 1999 : Night Man : Sœur Agnès (saison 2, épisode 16)
- 1999 : Traque sur Internet : Jane Farraday (saison 1, épisodes 19 et 20)
- 1999 : The Sentinel : Marika Layton (saison 4, épisode 6)
- 2000 : Freedom : Dr. Packard (saison 1, épisode 7)
- 2000 - 2002 : Cold Squad, brigade spéciale : Laura (17 épisodes)
- 2001 - 2006 : Stargate SG-1 : Yolanda Reese et Stacy Monroe (2 épisodes)
- 2002 : Beyond Belief: Fact or Fiction : Valerie Simms (saison 4, épisode 10 : Moonstruck Beach)
- 2002 : En quête de justice (Just Cause) : Colonel Larch (saison 1, épisode 7)
- 2003 : John Doe : Juge Marjorie Rustin (saison 1, épisode 13)
- 2003 - 2008 : Smallville : Maggie Sawyer (4 épisodes)
- 2004 : The Days : Suzie Colter (saison 1, épisode 5)
- 2004 : Battlestar Galactica : Sergent Hadrian (saison 1, épisode 4 et 6)
- 2005 : Young Blades : Elise Parisot (saison 1, épisode 12)
- 2005 : Zixx : Level Two : Janice (4 épisodes)
- 2006 : L Word : Teri (saison 3, épisodes 1 et 2)
- 2006 - 2007 : Falcon Beach : Peggy Tanner (6 épisodes)
- 2007 : Le Diable et moi (Reaper) : Mme Prendergast (saison 1, épisodes 5 et 7)
- 2007 - 2008 : Flash Gordon : 
  - Mme Laura Gordon (5 épisodes)
  - Norah Gordon (3 épisodes)
- 2010 : Caprica : Colonel Sasha Patel (saison 1, épisode 9)
- 2011 : Facing Kate (Fairly Legal) : Margo Harvey (saison 1, épisode 4)
- 2012 : Supernatural : Madeline (saison 7, épisode 13)
- 2012 : Halo 4 : Aube de l'espérance (Halo 4: Forward Unto Dawn) : Colonel Audrey Lasky (5 épisodes)
- 2013 : Arctic Air : Molly (saison 2, épisode 4)
- 2013 : Continuum : Lewis (3 épisodes)
- 2014 : The Lottery : la femme des services sociaux (saison 1, épisode 1)
- 2014 : Arrow : Dr Avery Pressnall (saison 3, épisode 7)
- 2014 : Polaris : Lis (3 épisodes)
- 2016 : UnREAL : Bea (saison 2, épisode 3)
- 2017 : Girlfriends' Guide to Divorce : Gyno (saison 4, épisode 2)
- 2018 : Le cœur a ses raisons (When Calls the Heart) : Greta Preston (3 épisodes)
- 2018 : IZombie : Emily Charles (saison 4, épisode 11)
- 2018 - 2020 : Siren : Patti McClure (5 épisodes)
- 2019 : The Twilight Zone : La Quatrième Dimension : Dotty Matheson (saison 1, épisode 4)
- 2019 - 2021 : Van Helsing : Présidente Archer (3 épisodes)
- 2020 : Altered Carbon : le barman (saison 2, épisode 1)
- 2020 : Home Before Dark : la procureure de district (saison 1, épisode 8)
- 2021 : Superman et Loïs : Sharon Powell (4 épisodes)
- 2021 : Good Doctor : Gina Campbell (saison 5, épisode 4)
- 2024 : Allegiance : Mlle Zachos (saison 1, épisode 6)
- 2024 : Under the Bridge : Martha (5 épisodes)
- 2025 : Irrationnel : Cindy O'Brien (saison 2, épisode 11)

#### Téléfilm
- 1994 : Les raisons du cœur (Seasons of the Heart) de Lee Grant : Ellen
- 1994 : Une place vide (Roommates) de Alan Metzger : Barbara Thomas
- 1994 : Témoins traqués (Nowhere to Hide) de Bobby Roth : la présentatrice du JT
- 1995 : Deceived by Trust de Chuck Bowman : Christina Beckett
- 1996 : Amitié fatale (When Friendship Kills) de James A. Contner : Jolene
- 1996 : Dangereuse innocence (Abduction of Innocence) de James A. Contner : Agent Spéciale du FBI Karen Carter
- 1998 : Créature de Stuart Gillard : SEAL Gray
- 2002 : Le Prix de la santé (Damaged Care) de Harry Winer : Lisa Rudolph
- 2002 : La Plus Haute Cible (First Shot) de Armand Mastroianni : Michele
- 2011 : Un peu, beaucoup, à la folie (He Loves Me) de Jeff Renfroe : Suzanne
- 2011 :  Esprit maternel (Possessing Piper Rose) de Kevin Fair : Kim Carlson
- 2012 : Battlestar Galactica: Blood and Chrome de Jonas Pate : Commandant Ozar
- 2012 : La Menace du volcan (Ring of Fire) de Paul Shapiro : Jennifer Hough
- 2013 : Independence Daysaster de W.D. Hogan : Spears
- 2013 : Intuition maternelle (Dangerous Intuition) de Roger Christian : Juge Alison Barnes
- 2014 : Jack Parker, le Roi des menteurs (Pants on Fire) de Jonathan A. Rosenbaum : Diane Parker
- 2014 : Une bonne étoile pour Noël (The Christmas Shepherd) de Terry Ingram : Greta
- 2015 : Des miracles en cadeau (A Gift of Miracles) de Neill Fearnley : Molly Dixon
- 2015 : Quand la vérité éclate (Signed, Sealed, Delivered: Truth Be Told) de Kevin Fair : Harriet Bullock
- 2015 : Miss courriers spéciaux (Signed, Sealed, Delivered: The Impossible Dream) de Kevin Fair : Harriet Bullock
- 2015 : Tales from the Darkside de Bradley Buecker : Ellen Miller
- 2016 : Amour, rupture et littérature (Mr. Write) de Rick Bota : Risi
- 2016 : Une idylle d'automne (Autumn in the Vineyard) de Scott Smith : Glow Sorrento
- 2016 : Opération Noël (Operation Christmas) de David Weaver : Kim Clark
- 2017 : Le Train de Noël (The Christmas Train) de Ron Oliver : Roxanne
- 2018 : Le retour de mon ex (The Sweetest Heart) de Steven R. Monroe : Kristine Benoit
- 2019 : Le coup de coeur de Noël (A Blue Ridge Mountain Christmas) de David Winning : Linda
- 2021 : A Mrs. Miracle Christmas de Janet D. Munro : Nancy Swindoll
- 2022 : Trois frères, Noël et un couffin (Three Wise Men and a Baby) de Terry Ingram : Louise
- 2022 : The Gift of Peace de Fred Gerber : Barbara Fremont
- 2024 : Tipline Mysteries: Dial 1 for Murder de Cynde Harmon et Jessica Harmon : Capitaine Nyland
- 2024 : The Last Thing She Said de Danny J. Boyle : Maria